# Marjinka
Marjinka (ukrainisch Мар'їнка Marinka; russisch Марьинка Marjinka) ist eine Gemeinde in der Oblast Donezk im Osten der Ukraine und war bis zur nahezu vollkommenen Zerstörung beim russischen Überfall auf die Ukraine ab 2022 eine Kleinstadt von etwa 9400 Einwohnern (Zahlen von 2019). Bis Juli 2020 war sie der Verwaltungssitz des gleichnamigen Rajons Marjinka.

## Geographie
Marjinka liegt im südlichen Donbass, 27 km südwestlich des Oblastzentrums Donezk an der Fernstraße N 15.

## Geschichte

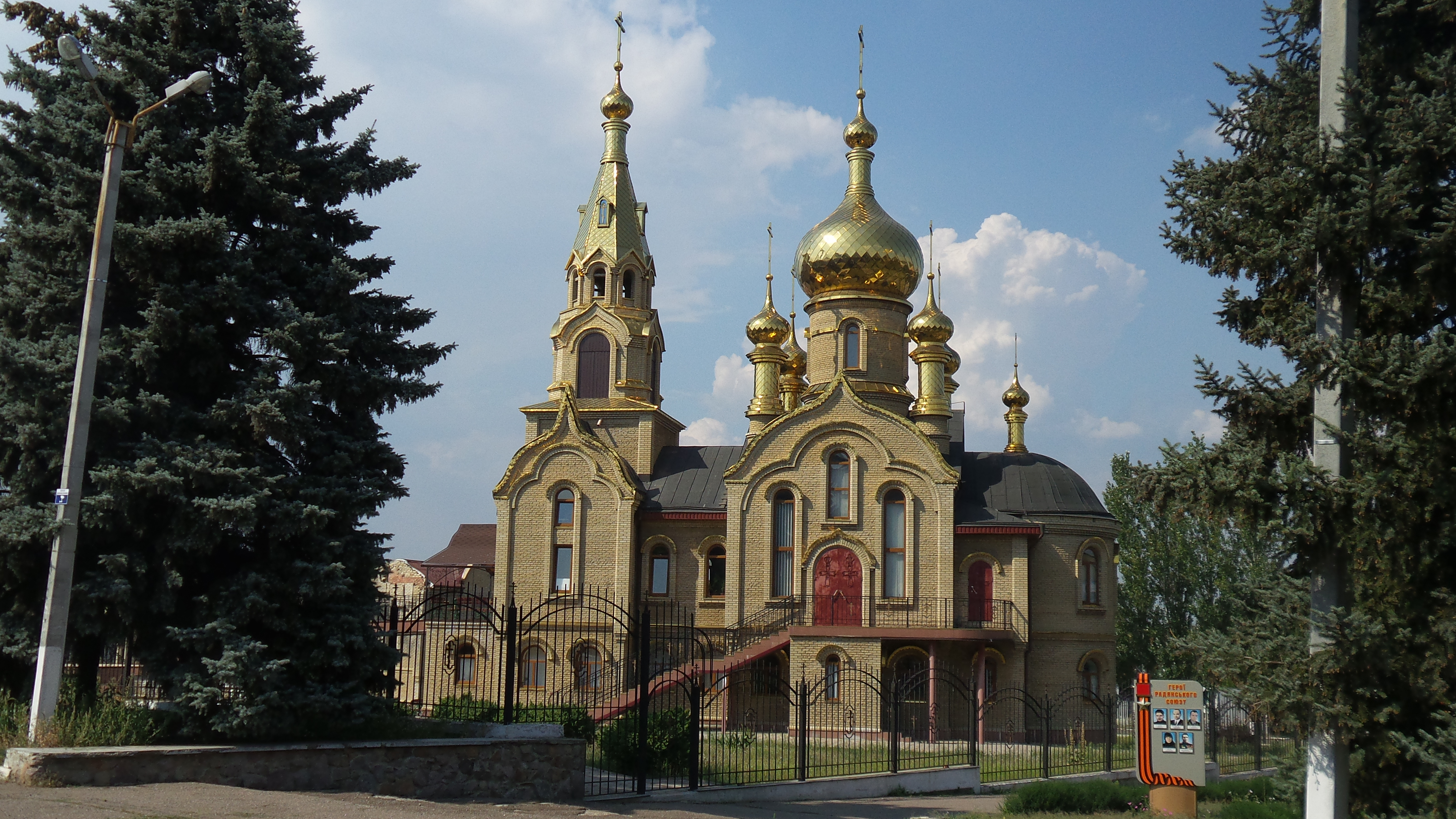
Kathedrale zu Ehren der Gottesmutter von Kasan in Marjinka (2014)

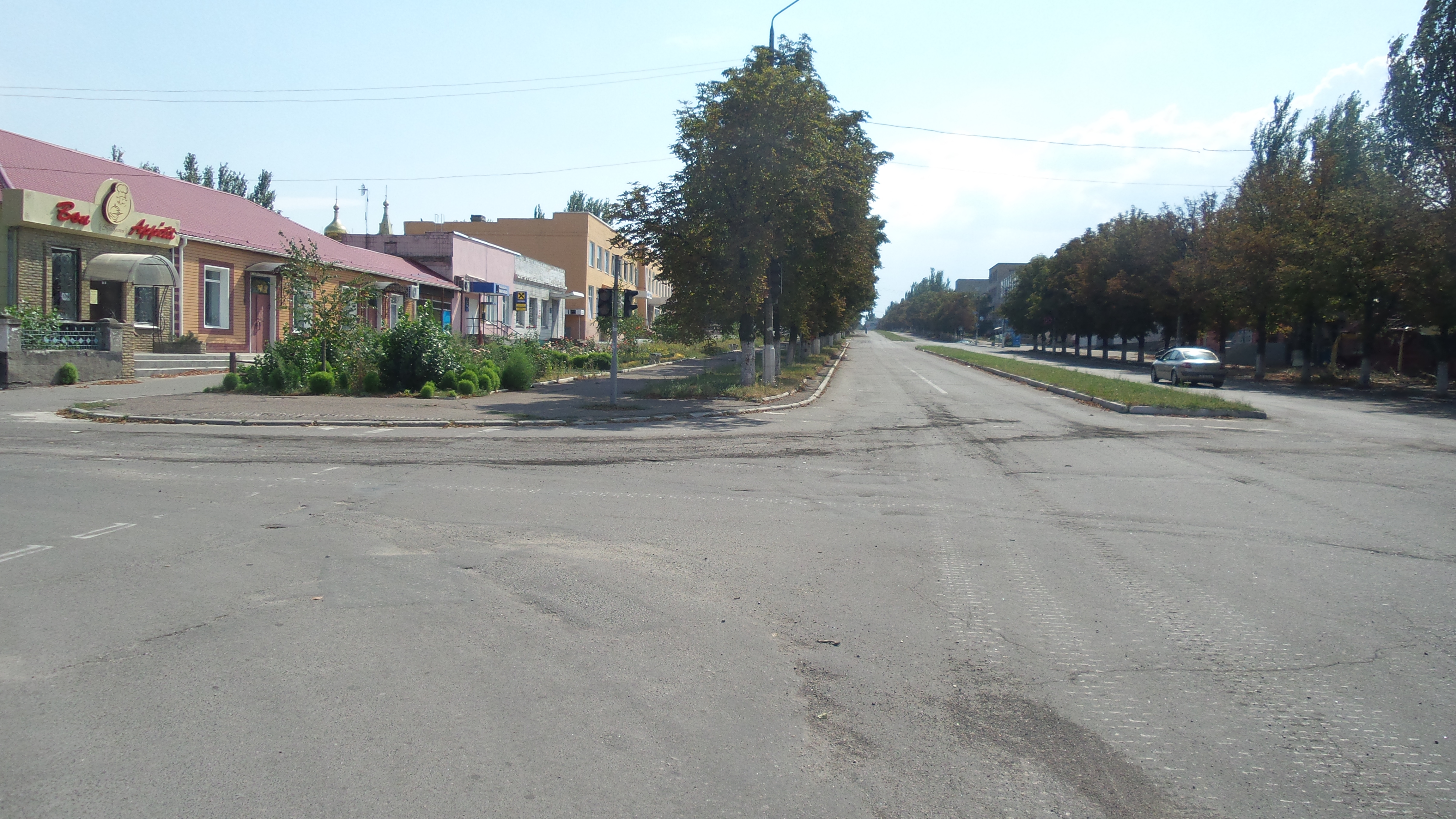
Druzhby Avenue in der Innenstadt (2014)

Die Stadt wurde 1844 gegründet und erhielt 1938 den Status einer Siedlung städtischen Typs. Während des Zweiten Weltkriegs wurde Marjinka am 19. Oktober 1941 von der deutschen Wehrmacht besetzt und am 9. September 1943 von der Roten Armee befreit. Seit 1977 hat Marjinka den Status einer Stadt.
Im Russisch-Ukrainischen Krieg war die Stadt 2014 zwischen Truppen der Ukraine und Rebellen der selbstproklamierten Volksrepublik Donezk schwer umkämpft. Sie war seit einer Operation ukrainischer Truppen unter Oberst Mychajlo Sabrodskyj im Juni 2015 wieder unter Kontrolle der ukrainischen Regierung. Die prorussischen Separatisten kappten Marjinka von der von Donezk ausgehenden Trinkwasserversorgung.
Die Verteidigungslinie hielt nach den acht Jahren des Kampfes auch nach dem Beginn des russischen Überfalls auf die Ukraine stand. Sie wurde von Donezk aus unter Feuer genommen, wo die russischen Geschütze zwischen hohen Wohnblöcken standen, um eine Antwort der Ukrainer zu vermeiden.
Im Verlauf des Jahres 2022 wurde die Stadt bei den schweren Gefechten vor allem durch Artilleriegranaten vollständig zerstört; praktisch alle Bewohner verließen die Stadt. Ende Dezember 2023 zogen sich ukrainische Truppen aus der Stadt zurück.

## Verwaltungsgliederung
Am 12. Juni 2020 wurde die Stadt zum Zentrum der neugegründeten Stadtgemeinde Marjinka (Мар'їнська міська громада/Marjinska miska hromada). Zu dieser zählen auch die Stadt Krasnohoriwka sowie die 15 in der untenstehenden Tabelle aufgelisteten Dörfer, bis dahin bildete sie zusammen mit dem Dorf Pobjeda die gleichnamige Stadtratsgemeinde Marjinka (Мар'їнська міська рада/Marjinska miska rada) im Osten des Rajons Marjinka.
Seit dem 17. Juli 2020 ist sie ein Teil des Rajons Pokrowsk.
Folgende Orte sind neben dem Hauptort Marjinka Teil der Gemeinde:
| Name                     | Name            | Name                                  |
| ukrainisch transkribiert | ukrainisch      | russisch                              |
| ------------------------ | --------------- | ------------------------------------- |
| Antoniwka                | Антонівка       | Антоновка (Antonowka)                 |
| Heorhijiwka              | Георгіївка      | Георгиевка (Georgijewka)              |
| Illinka                  | Іллінка         | Ильинка (Iljinka)                     |
| Jelysawetiwka            | Єлизаветівка    | Елизаветовка (Jelisawetowka)          |
| Kateryniwka              | Катеринівка     | Катериновка (Katerinowka)             |
| Kostjantyniwka           | Костянтинівка   | Константиновка (Konstantinowka)       |
| Krasnohoriwka            | Красногорівка   | Красногоровка (Krasnogorowka)         |
| Maksymiljaniwka          | Максимільянівка | Максимильяновка (Maksimiljanowka)     |
| Nowomychajliwka          | Новомихайлівка  | Новомихайловка (Nowomichailowka)      |
| Oleksandropil            | Олександропіль  | Александрополь (Alexandropol)         |
| Paraskowijiwka           | Парасковіївка   | Парасковиевка (Paraskowijewka)        |
| Pobjeda                  | Побєда          | Победа (Pobeda)                       |
| Romaniwka                | Романівка       | Романовка (Romanowka)                 |
| Schelanne Druhe          | Желанне Друге   | Желанное Второе (Schelannoje Wtoroje) |
| Schelanne Persche        | Желанне Перше   | Желанное Первое (Schelannoje Perwoje) |
| Sorjane                  | Зоряне          | Зоряное (Sorjanoje)                   |

## Bevölkerung
| Jahr | Bewohner |
| ---- | -------- |
| 1859 | 01.316   |
| 1959 | 07.883   |
| 1970 | 09.347   |
| 1979 | 10.135   |
| 1989 | 10.944   |
| 2001 | 10.722   |
| 2014 | 09.775   |
| 2019 | 09.376   |

Quellen: 1859; 1959–2014

## Dokumentarfilm
- White Angel – Das Ende von Marinka. ZDF, Erstausstrahlung Februar 2024. Dreiteilige Dokumentation (29 + 37 + 37 min)[12]